# STS-63
STS-63 foi a segunda missão do Programa Shuttle-Mir, que realizou o primeiro encontro entre um ônibus espacial e a estação orbital russa.
A tripulação da nave Discovery foi ao espaço num lançamento noturno de Cabo Canaveral em 3 de fevereiro de 1995 – marcando o vigésimo voo da Discovery ao espaço – e esta missão de nove dias em órbita foi a primeira vez na história do programa espacial norte-americano em que uma mulher - a astronauta Eileen Collins - assumiu a função de piloto de um ônibus espacial.
A STS-63 foi uma missão preparatória para a primeira acoplagem entre o ônibus espacial e a nave Mir, que seria realizada quatro meses depois pela STS-71 Atlantis.

## Tripulação
| Posição                  | Cosmo/Astronauta |
| ------------------------ | ---------------- |
| Comandante               | James Wetherbee  |
| Piloto                   | Eileen Collins   |
| Especialista de missão 1 | Michael Foale    |
| Especialista de missão 2 | Janice Voss      |
| Especialista de missão 3 | Bernard Harris   |
| Especialista de missão 4 | Vladimir Titov   |